# 維克多·路易斯 (記者)
維克多·路易斯（英语：Victor Louis，1928年2月5日—1992年7月18日），原名维塔利·叶夫根尼耶维奇·路易（俄语：Виталий Евгеньевич Луи），是一位工作於西方媒體並且在克格勃內有資深地位的蘇聯記者。冷戰期間蘇聯政府派遣他進行非正式的溝通渠道和微妙的假情報活動，被視為秘密警察的代理煽動者。他為莫斯科知識階層所忌恨與排斥。路易斯与克格勃主席安德罗波夫关系密切，曾将苏联前领导人赫鲁晓夫传记、斯大林女儿回忆录以及异议作家索尔仁尼琴的《癌症房》偷送出苏联。
曾於1968年10月22日抵臺訪問，展開秘密外交；並與國防部長蔣經國密談:759。1970年，再度與行政院新聞局局長魏景蒙於奧地利維也納會商，達成台灣全部釋放陶普斯號事件中被扣蘇聯船員的協議。